# Reinhard G. Lehmann
Reinhard G. Lehmann (* 27. Februar 1955 in Berlin-Spandau) ist deutscher (evangelischer) Theologe, Althebraist und Epigraphiker.

## Leben
Reinhard G. Lehmann stammt aus einer Berliner Künstlerfamilie. Seine Eltern sind der Maler und Hochschullehrer Lothar Lehmann (* 1928) und die Malerin Hannelore Kind. Er studierte evangelische Theologie und altorientalische Sprachen von 1975 bis 1983 an der Kirchlichen Hochschule Berlin und der Freien Universität Berlin, von 1977 bis 1979 angewandte Photographie bei Ernst A. Weber an der Hochschule der Künste Berlin. 1983–1989 war er Wissenschaftlicher Mitarbeiter am Lehrstuhl von Diethelm Michel (1931–1999) am Fachbereich Evangelische Theologie der Johannes Gutenberg-Universität Mainz.
1989 wurde er mit einer Arbeit über „Friedrich Delitzsch und der Babel-Bibel-Streit“ promoviert. Seit 1989 ist er Akademischer Rat, seit 2006 Akademischer Direktor für Hebräisch, Aramäisch und nordsemitische Epigraphik an der Johannes Gutenberg-Universität Mainz. 1993–1999 arbeitete er gleichzeitig an der Forschungsstelle für Hebräische Syntax der Universität Mainz unter Leitung von Diethelm Michel († 1999) an Projekten zur syntaktischen Grundlegung hebräischer Nominalsätze; seit 2006 ist er Leiter der Forschungsstelle für Althebräische Sprache & Epigraphik / Research Unit on Ancient Hebrew & Epigraphy an der Johannes Gutenberg-Universität Mainz.
Lehmanns Fachgebiete sind Nordwestsemitische (althebräische, phönizische und aramäische) Epigraphik und Grammatologie und althebräische und phönizische Paläographie, Kalligraphie, Typographie und Schreibtechnik des frühen 1. Jahrtausends v. Chr. Wichtig sind seine Neuentzifferung und Neuedition des 1927 entdeckten Ahirom-Sarkophags (2005) und seine Studien zur frühphönizischen Schreibtechnik.
Reinhard G. Lehmann ist Herausgeber von KUSATU und Gründer und Organisator des „Mainz International Colloquium on Ancient Hebrew (MICAH)“ (1998–2004: „Mainzer Hebraistisches Kolloquium“) und Vorstandsmitglied des deutschen Hebraistenverbands.
Er ist verheiratet mit Katharina Greschat und lebt in Ingelheim am Rhein und Bochum.

## Auszeichnungen
- 1979 Hermann-Leberecht-Strack-Preis[2]
- 1989 Auszeichnung mit dem Dissertationspreis der Johannes Gutenberg-Universität Mainz.

## Schriften (Auswahl)
- Reinhard G. Lehmann: Friedrich Delitzsch und der Babel-Bibel-Streit. Orbis Biblicus et Orientalis 133, Fribourg/Göttingen 1994, ISBN 3-7278-0932-9
- Die Inschrift(en) des Aḥīrōm-Sarkophags und die Schachtinschrift des Grabes V in Jbeil (Byblos). Mainz: Zabern 2005 (Forschungen zur phönizisch-punischen und zyprischen Plastik, herausgegeben von Renate Bol, Teil II.1. Dynastensarkophage mit szenischen Reliefs aus Byblos und Zypern Teil I.2).
- „Who needs Phoenician?“ Vom Nutzen des Phönizischen für das Verständnis der Sprache des Antiken Israel. Überlegungen und Beispiele , in: Markus Witte / J.F.Diehl (Hg.): Israeliten und Phönizier – Ihre Beziehungen im Spiegel der Archäologie und der Literatur des Alten Testaments. Orbis Biblicus et Orientalis 235, 1-37. Fribourg / Göttingen 2008.
- Calligraphy and Craftsmanship in the Ahirom Inscription: Considerations on Skilled Linear Flat Writing in Early 1st Millennium Byblos. in: Maarav 15.2 (2008 [2009]) 119-164+217-222.
- 29-30-22-26. How many letters needs an alphabet? The Case of Semitic. in: Alex de Voogt / Joachim Friedrich Quack (Hg.), The Idea of writing, vol. 2, Brill, Leiden 2011.

Herausgeberschaft
- „Subsidia et Instrumenta Linguarum Orientis (SILO)“, ab 2011: zusammen mit Robert M. Kerr, Otto Harrassowitz-Verlag Wiesbaden.
- „KUSATU. Kleine Untersuchungen zur Sprache des Alten Testaments und seiner Umwelt“, gegründet 1999 von R.G.Lehmann, seit 2009 hg. zusammen mit Johannes F. Diehl in Verbindung mit Holger Gzella (Leiden), Robert Holmstedt (Toronto), Régine Hunziker-Rodewald (Strasbourg), Miklos Köszeghy (Budapest), Dirk Schwiderski (Heidelberg) und Peter Stein (Jena).

## Veröffentlichungen
- Reinhard G. Lehmann schrieb einige Artikel für das Biographisch-Bibliographische Kirchenlexikon (BBKL).